# Gadimja e Poshtme
Gadimja e Poshtme (albanisch auch Gadime e Ulët und Gadime e Poshtmë, serbisch Доње Гадимље Donje Gadimlje) ist ein Dorf in der Gemeinde Lipjan in Kosovo. Der Ort hatte 2011 über 3300 Einwohner.
Gadimja e Poshtme liegt rund 20 Kilometer südlich von Pristina und rund sieben Kilometer südöstlich von Lipjan im südlichen Bereich des Amselfeldes. Es schmiegt sich an Hügel, die hier die Ebene östlich begrenzen. Ein Engpass zwischen zwei Hügeln führt nach Osten zum Nachbardorf Gadimja e Epërme.

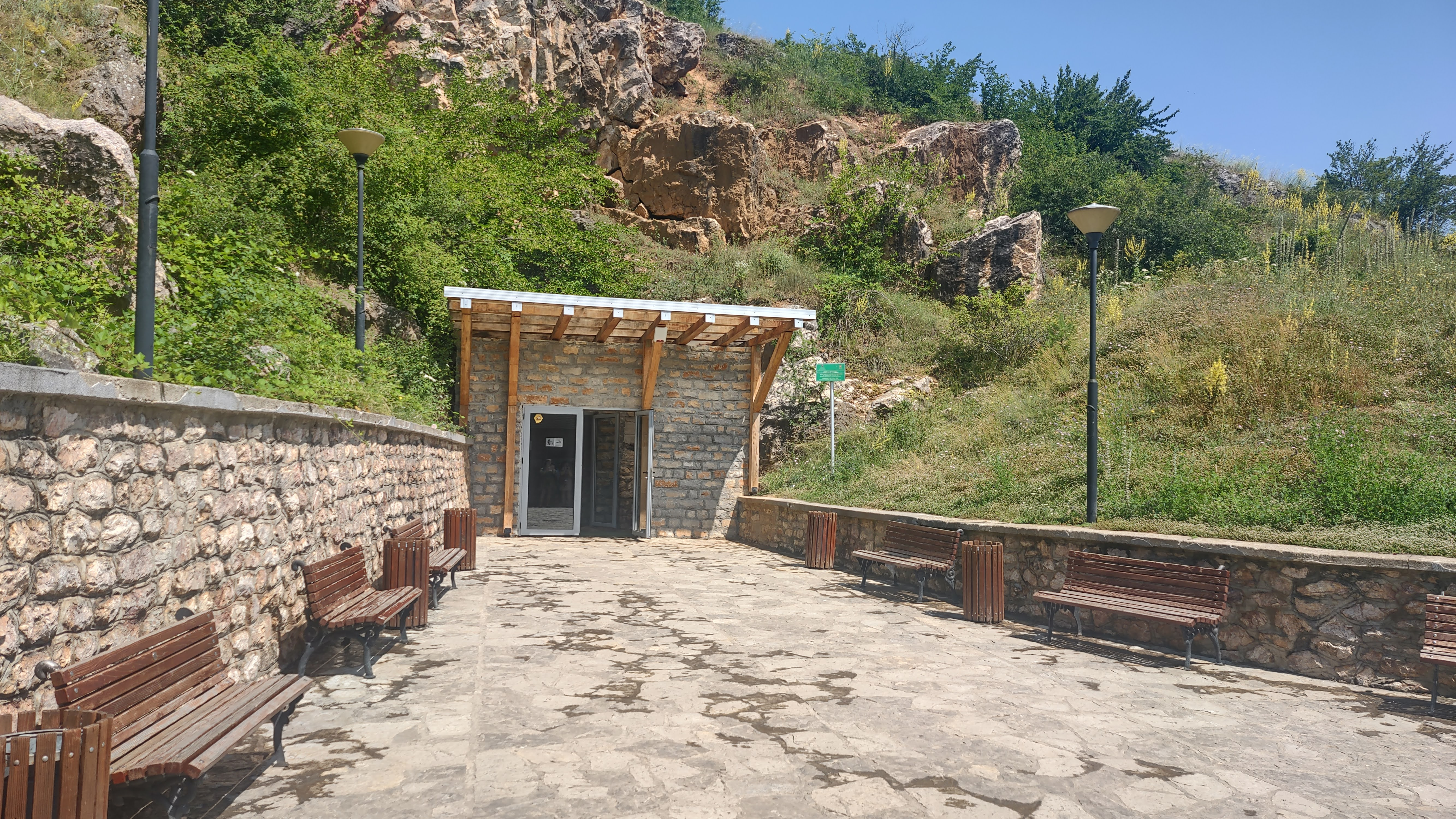
Eingang zur Höhle

Der Ort ist vor allem bekannt für die große Tropfsteinhöhle Gadime. Die Höhle mit unterirdischem See ist touristisch erschlossen.
Die Autobahn Autostrada R 6, die von Pristina nach Süden zur nordmazedonischen Grenze führt, passiert das Dorf am westlichen Rand.

## Gadime während des Kosovo-Kriegs
Während der frühen Tage der NATO-Luftangriffe wurde Gadime e Ulët von Muhadzer Babus aus beschossen. Ein Bewohner, der von Human Rights Watch interviewt wurde, berichtete von dem Zustrom von Menschen aus Crnilo (Cernille), einem Dorf in der Nähe von Muhadzer Babus, die „fünf oder sechs Tage nach Beginn der NATO-Bombardierung“ ankamen. Die ständige Bedrohung hielt an, als serbische Streitkräfte mit Panzern am 1. April gegen Mittag in Donje Gadimlje einmarschierten. Die Dorfbewohner, die zunächst beruhigt waren, dass die Streitkräfte Schutz suchten, flohen zu einem nahegelegenen Fluss, kehrten jedoch noch am selben Tag zurück. Allerdings flohen sie um 17:00 Uhr erneut, als die serbische Armee mit fünf Panzern ankam und angeblich in die Luft schoss.
Einige suchten Zuflucht in Gornje Gadimlje im Osten, andere in Smolusa im Norden und einige in Glogovce in der Nähe von Lipljan. Trotz des Angriffs auf Gornje Gadimlje Ende März suchten Mitte April Bewohner von Muhadzer Babus und Donje Gadimlje dort Schutz, zusammen mit Vertriebenen aus verschiedenen Dörfern. Am 16. oder 17. April ordneten Serbische Polizei und paramilitärische Einheiten die Evakuierung von Gornje Gadimlje nach Albanien innerhalb von zwei Stunden an.
Die Vertreibung der Dorfbewohner setzte sich im April fort. Ein sechsunddreißigjähriger Mann aus Donje Gadimlje beschrieb ihr Martyrium während eines Interviews:
„Es war neun Tage nach Beginn der Bombardierung, als wir das erste Mal gehen mussten [ungefähr am 2. April]. Die Armee kam gegen 14:00 Uhr und machte eine Patrouille mit Panzern und ging dann wieder. Zwei Stunden später kehrten sie zurück und zwangen uns hinaus. Niemand durfte Autos oder Traktoren mitnehmen. Wir wurden gezwungen, nach Smolusa zu gehen. Nach einer Woche kamen sie um 6:00 Uhr morgens nach Smolusa und wir hörten Schüsse. Es waren dieselben Soldaten, die in Gadimlje waren. Zuerst sagten sie, dass uns niemand antasten würde. Dann kamen sie nach zwei oder drei Stunden zurück und sagten 'hier ist es nicht mehr sicher für euch. Ihr müsst Smolusa verlassen.' Also sind wir um 15:00 Uhr zurück nach Gadimlje gegangen, aber nicht zurück in unsere Häuser. Sie hatten etwa die Hälfte des Dorfes niedergebrannt. Wir blieben vierundzwanzig Stunden dort und dann kam die Armee wieder und sagte 'zwischen 13:00 Uhr und 15:00 Uhr muss jeder gehen, einschließlich Gornje Gadimlje.' Also sind wir gegangen und nach Lugadzija gegangen. Wir blieben dort nur zwei Tage, weil es überfüllt war. Dann sind wir zurück nach Smolusa gegangen. Wir blieben eine Woche in Smolusa und gingen dann zurück nach Gadimlje, nachdem einem Dorfbewohner von einem Polizeikommandanten gesagt wurde, dass es sicher sei zurückzukehren. Aber als wir zurückgingen, dauerten die Schüsse die ganze Nacht lang an und drei Häuser wurden niedergebrannt, also sind wir nach zwei Nächten nach Mazedonien geflohen.“